# Avicularina
La avicularina, con fórmula química C20H18O11, es un flavonol activo biológicamente aislado de una serie de plantas que incluyen Polygonum aviculare, Rhododendron aureum y Taxillus kaempferi.
La avicularina suprime la acumulación de lípidos a través de la represión de EBP C / activada por GLUT4 en la captación de glucosa mediada en las células por 3T3-L1.